# Llista de monuments de Solsona
Llista de monuments de Solsona inclosos en l'Inventari del Patrimoni Arquitectònic Català per al municipi de Solsona (Solsonès). Inclou els inscrits en el Registre de Béns Culturals d'Interès Nacional (BCIN) amb la classificació de monuments històrics, els Béns Culturals d'Interès Local (BCIL) de caràcter immoble i la resta de béns arquitectònics integrants del patrimoni cultural català.
| Monument                                             | Protecció    | Estil/època                                      | Localització                                       | Coordenades                                          | Codi?         | Imatge |
| ---------------------------------------------------- | ------------ | ------------------------------------------------ | -------------------------------------------------- | ---------------------------------------------------- | ------------- | --- |
| Catedral de Santa Maria                              | BCIN 205-MH  | Romànic, gòtic, barroc XII, XIII-XIV, XVII-XVIII | Solsona Pl. de l'Església                          | 41° 59′ 39″ N, 1° 31′ 09″ E / 41.994243°N,1.519232°E | RI-51-0000691 | Catedral de Santa Maria (Solsona) · Vegeu més fotos d'aquest monument · Carregueu una nova foto d'aquest monument                       |
| Recinte murat de Solsona                             | BCIN 1576-MH | Gòtic XIV                                        | Solsona                                            | 41° 59′ 37″ N, 1° 31′ 02″ E / 41.993734°N,1.517179°E | RI-51-0006487 | Recinte murat de Solsona · Vegeu més fotos d'aquest monument · Carregueu una nova foto d'aquest monument                                |
| Palau Episcopal, Museu Diocesà i Comarcal de Solsona | BCIN 4173-MH | Neoclassicisme XVIII                             | Solsona Pl. del Palau                              | 41° 59′ 38″ N, 1° 31′ 09″ E / 41.993994°N,1.519117°E | RI-51-0001370 | Palau Episcopal (Solsona) · Vegeu més fotos d'aquest monument · Carregueu una nova foto d'aquest monument                               |
| Església de Sant Honorat                             | BCIL 2009    | Romànic XI-XII                                   | Solsona Ctra. Solsona-St.Llorenç                   | 42° 00′ 06″ N, 1° 31′ 40″ E / 42.0017°N,1.52783°E    | IPA-17443     | Església de Sant Honorat (Solsona) · Vegeu més fotos d'aquest monument · Carregueu una nova foto d'aquest monument                      |
| Carrer de Llobera                                    |              | Obra popular                                     | Solsona Entre el portal de Llobera i la pl. Major  | 41° 59′ 38″ N, 1° 31′ 02″ E / 41.993941°N,1.517148°E | IPA-17635     | Carrer de Llobera (Solsona) · Vegeu més fotos d'aquest monument · Carregueu una nova foto d'aquest monument                             |
| Plaça Major, façanes i porxos                        | BCIL 2009    | Gòtic, neoclassicisme XIII                       | Solsona Pl. Major                                  | 41° 59′ 40″ N, 1° 31′ 06″ E / 41.994377°N,1.518356°E | IPA-17636     | Plaça Major (Solsona) · Vegeu més fotos d'aquest monument · Carregueu una nova foto d'aquest monument                                   |
| Seminari Diocesà de Solsona                          |              | Historicisme XIX                                 | Solsona Pujada del Seminari                        | 41° 59′ 30″ N, 1° 31′ 02″ E / 41.991635°N,1.517159°E | IPA-17637     | Seminari Diocesà (Solsona) · Vegeu més fotos d'aquest monument · Carregueu una nova foto d'aquest monument                              |
| Casa del Metge Baixes, antiga Casa Bordons           | BCIL 2009    | Neoclassicisme XVIII                             | Solsona C. Sant Miquel, 1                          | 41° 59′ 40″ N, 1° 31′ 07″ E / 41.994453°N,1.518673°E | IPA-17653     | Casa del Metge Baixes (Solsona) · Vegeu més fotos d'aquest monument · Carregueu una nova foto d'aquest monument                         |
| Llinda en el magatzem de Ca l'Adroguer Nou           |              | Barroc XVII                                      | Solsona C. Terceries - c. Sant Nicolau             | 41° 59′ 41″ N, 1° 31′ 06″ E / 41.994746°N,1.518429°E | IPA-17654     | Llinda en el magatzem de Ca l'Adroguer Nou (Solsona) · Vegeu més fotos d'aquest monument · Carregueu una nova foto d'aquest monument    |
| Campanar d'Isanta o Torre de les Hores               |              | Gòtic XVI                                        | Solsona C. del Castell                             | 41° 59′ 41″ N, 1° 31′ 03″ E / 41.994615°N,1.517412°E | IPA-17655     | Campanar d'Isanta (Solsona) · Vegeu més fotos d'aquest monument · Carregueu una nova foto d'aquest monument                             |
| Casa de la Ciutat o Cal Puigdepons                   | BCIL 2009    | Gòtic, renaixement XVI                           | Solsona C. Castell, 20                             | 41° 59′ 41″ N, 1° 31′ 01″ E / 41.994604°N,1.517073°E | IPA-17656     | Casa de la Ciutat (Solsona) · Vegeu més fotos d'aquest monument · Carregueu una nova foto d'aquest monument                             |
| Capella de Cal Casalets, o Santa Maria de la Cluella | BCIL 2009    | Romànic XI                                       | Solsona Ctra. Bassella, 36                         | 41° 59′ 48″ N, 1° 30′ 57″ E / 41.996718°N,1.515850°E | IPA-17659     | Capella de Cal Casalets (Solsona) · Vegeu més fotos d'aquest monument · Carregueu una nova foto d'aquest monument                       |
| Cal Cabanes                                          | BCIL 2009    | Obra popular, barroc XVI                         | Solsona Pl. Sant Joan, 1                           | 41° 59′ 41″ N, 1° 31′ 04″ E / 41.994772°N,1.517775°E | IPA-17660     | Cal Cabanes (Solsona) · Vegeu més fotos d'aquest monument · Carregueu una nova foto d'aquest monument                                   |
| Casa dels Rovira                                     | BCIL 2009    | Barroc, renaixement XVI                          | Solsona C. Llobera, 9                              | 41° 59′ 38″ N, 1° 31′ 04″ E / 41.994021°N,1.517826°E | IPA-17661     | Casa dels Rovira (Solsona) · Vegeu més fotos d'aquest monument · Carregueu una nova foto d'aquest monument                              |
| Casa Aguilar                                         | BCIL 2009    | Gòtic, historicisme XV                           | Solsona Pl. Major, 5                               | 41° 59′ 40″ N, 1° 31′ 06″ E / 41.994329°N,1.518394°E | IPA-17662     | Casa Aguilar (Solsona) · Vegeu més fotos d'aquest monument · Carregueu una nova foto d'aquest monument                                  |
| Palau Llobera, els Dominics, Hospital dels Llobera   | BCIL 2009    | Gòtic tardà, renaixement XV                      | Solsona C. Dominics                                | 41° 59′ 44″ N, 1° 31′ 09″ E / 41.995567°N,1.519270°E | IPA-17663     | Els Dominics (Solsona) · Vegeu més fotos d'aquest monument · Carregueu una nova foto d'aquest monument                                  |
| Glorieta de la Vil·la Riu                            | BCIL 2009    | Modernisme XX                                    | Solsona Av. de l'Esport, 3 - ptge. Vil·la Riu      | 41° 59′ 29″ N, 1° 31′ 05″ E / 41.99130°N,1.51800°E   | IPA-17664     | Glorieta de la Vil·la Riu (Solsona) · Vegeu més fotos d'aquest monument · Carregueu una nova foto d'aquest monument                     |
| Col·legi de la Companyia de Maria, o les Monges      | BCIL 2009    | Obra popular XVIII                               | Solsona Pl. del Camp                               | 41° 59′ 39″ N, 1° 30′ 56″ E / 41.994036°N,1.515449°E | IPA-17665     | Col·legi de la Companyia de Maria (Solsona) · Vegeu més fotos d'aquest monument · Carregueu una nova foto d'aquest monument             |
| Porxos de Cal Santantoni                             | BCIL 2009    | Gòtic XIII                                       | Solsona Entre c. Castell i pl. St. Joan            | 41° 59′ 41″ N, 1° 31′ 03″ E / 41.994610°N,1.517424°E | IPA-17666     | Porxos de Cal Santantoni (Solsona) · Vegeu més fotos d'aquest monument · Carregueu una nova foto d'aquest monument                      |
| Font de la Catedral                                  | BCIL 2009    | Gòtic, renaixement XV                            | Solsona Pl. de la Catedral                         | 41° 59′ 40″ N, 1° 31′ 09″ E / 41.994405°N,1.519266°E | IPA-17667     | Font de la Catedral (Solsona) · Vegeu més fotos d'aquest monument · Carregueu una nova foto d'aquest monument                           |
| Font Major o Font de Sant Joan                       | BCIL 2009    | Gòtic, neoclassicisme XV                         | Solsona Pl. Sant Joan                              | 41° 59′ 41″ N, 1° 31′ 03″ E / 41.994839°N,1.517575°E | IPA-17668     | Font Major (Solsona) · Vegeu més fotos d'aquest monument · Carregueu una nova foto d'aquest monument                                    |
| Capella de Sant Bernat                               | BCIL 2009    | Obra popular, neoclassicisme XVIII               | Solsona Ctra. Torà                                 | 41° 58′ 47″ N, 1° 30′ 14″ E / 41.979766°N,1.503924°E | IPA-17669     | Capella de Sant Bernat (Solsona) · Vegeu més fotos d'aquest monument · Carregueu una nova foto d'aquest monument                        |
| Hotel Sant Roc                                       | BCIL 2009    | Modernisme XX (1929)                             | Solsona Pl. Sant Roc                               | 41° 59′ 46″ N, 1° 31′ 02″ E / 41.996183°N,1.517134°E | IPA-17670     | Hotel Sant Roc (Solsona) · Vegeu més fotos d'aquest monument · Carregueu una nova foto d'aquest monument                                |
| Capella de Sant Pere Màrtir                          | BCIL 2009    | Obra popular, neoclassicisme XVII                | Solsona Ctra. Bassella                             | 42° 00′ 07″ N, 1° 30′ 07″ E / 42.001831°N,1.501971°E | IPA-17671     | Capella de Sant Pere Màrtir (Solsona) · Vegeu més fotos d'aquest monument · Carregueu una nova foto d'aquest monument                   |
| Els Caputxins Vells                                  | BCIL 2009    | Obra popular XVI                                 | Solsona Ctra. Sant Climenç, km 2-3                 | 41° 59′ 34″ N, 1° 30′ 16″ E / 41.99282°N,1.50453°E   | IPA-17672     | Els Caputxins Vells (Solsona) · Vegeu més fotos d'aquest monument · Carregueu una nova foto d'aquest monument                           |
| Pou de gel                                           | BCIL 2009    | Obra popular XVI, XVIII                          | Solsona Portal del Pont                            | 41° 59′ 41″ N, 1° 31′ 11″ E / 41.994839°N,1.519739°E | IPA-35951     | Pou de gel (Solsona) · Vegeu més fotos d'aquest monument · Carregueu una nova foto d'aquest monument                                    |
| Pont de Solsona                                      |              | Obra popular XVIII                               | Solsona Sobre el riu Negre, a l'entrada de Solsona | 41° 59′ 42″ N, 1° 31′ 15″ E / 41.995090°N,1.520718°E | IPA-37007     | Pont de Solsona · Vegeu més fotos d'aquest monument · Carregueu una nova foto d'aquest monument                                         |
| Aqüeductes Mare de la Font i Pont dels Frares        | BCIL 2009    | Obra popular XVIII                               | Solsona                                            | 42° 00′ 02″ N, 1° 30′ 13″ E / 42.000442°N,1.503717°E | IPA-37008     | Aqüeductes Mare de la Font i Pont dels Frares (Solsona) · Vegeu més fotos d'aquest monument · Carregueu una nova foto d'aquest monument |
| Creu de terme de Sant Joan                           |              |                                                  | Solsona                                            | 41° 59′ 39″ N, 1° 31′ 38″ E / 41.994088°N,1.527300°E | IPA-40564     | Creu de terme de Sant Joan (Solsona) · Vegeu més fotos d'aquest monument · Carregueu una nova foto d'aquest monument                    |
| Cal Carreres                                         | BCIL 2009    | XVIII                                            | Solsona Pl. Sant Roc, 3                            | 41° 59′ 46″ N, 1° 31′ 04″ E / 41.996008°N,1.517823°E | IPA-42058     | Cal Carreres (Solsona) · Vegeu més fotos d'aquest monument · Carregueu una nova foto d'aquest monument                                  |
| Cal Canal                                            | BCIL 2009    | XVIII                                            | Solsona Pl. Castell, 37                            | 41° 59′ 40″ N, 1° 30′ 58″ E / 41.994433°N,1.516206°E | IPA-42059     | Cal Canal (Solsona) · Vegeu més fotos d'aquest monument · Carregueu una nova foto d'aquest monument                                     |
| Ca les Caterines                                     | BCIL 2009    |                                                  | Solsona C. Llobera, 53                             | 41° 59′ 37″ N, 1° 30′ 58″ E / 41.993564°N,1.516174°E | IPA-42060     | Ca les Caterines (Solsona) · Vegeu més fotos d'aquest monument · Carregueu una nova foto d'aquest monument                              |
| Cal Clarà, Cal Pau Tinons                            | BCIL 2009    |                                                  | Solsona C. Llobera, 5                              | 41° 59′ 38″ N, 1° 31′ 05″ E / 41.994003°N,1.518081°E | IPA-42061     | Cal Clarà (Solsona) · Vegeu més fotos d'aquest monument · Carregueu una nova foto d'aquest monument                                     |
| Cal Galtanegra                                       | BCIL 2009    |                                                  | Solsona C. Llobera, 3                              | 41° 59′ 39″ N, 1° 31′ 05″ E / 41.994042°N,1.518149°E | IPA-42062     | Cal Galtanegra (Solsona) · Vegeu més fotos d'aquest monument · Carregueu una nova foto d'aquest monument                                |
| Cal Gilibets                                         | BCIL 2009    |                                                  | Solsona C. Dominics, 15                            | 41° 59′ 43″ N, 1° 31′ 09″ E / 41.995363°N,1.519106°E | IPA-42063     | Cal Gilibets (Solsona) · Vegeu més fotos d'aquest monument · Carregueu una nova foto d'aquest monument                                  |
| Cal Sampare, Cal Guitart                             | BCIL 2009    | Gòtic XV                                         | Solsona C. Sant Salvador, 12                       | 41° 59′ 43″ N, 1° 31′ 06″ E / 41.99516°N,1.51830°E   | IPA-42064     | Carregueu una nova foto d'aquest monument                                                                                               |
| Ca la Llucianeta                                     | BCIL 2009    |                                                  | Solsona C. Llobera, 13-15-17                       | 41° 59′ 38″ N, 1° 31′ 03″ E / 41.993951°N,1.517551°E | IPA-42065     | Ca la Llucianeta (Solsona) · Vegeu més fotos d'aquest monument · Carregueu una nova foto d'aquest monument                              |
| Casa del Baró de Canalda, Cal Meliton                | BCIL 2009    | XVI-XVII                                         | Solsona C. Sant Miquel, 15-17                      | 41° 59′ 41″ N, 1° 31′ 10″ E / 41.994668°N,1.519390°E | IPA-42066     | Casa del Baró de Canalda (Solsona) · Vegeu més fotos d'aquest monument · Carregueu una nova foto d'aquest monument                      |
| Cal Riart                                            | BCIL 2009    | XVI-XVII                                         | Solsona C. Sant Miquel, 5                          | 41° 59′ 40″ N, 1° 31′ 08″ E / 41.994499°N,1.518809°E | IPA-42067     | Cal Riart (Solsona) · Vegeu més fotos d'aquest monument · Carregueu una nova foto d'aquest monument                                     |
| Cal Membrilla                                        | BCIL 2009    | Obra popular                                     | Solsona C. Llobera, 47 - Mare de Déu del Claustre  | 41° 59′ 37″ N, 1° 30′ 59″ E / 41.993686°N,1.516368°E | IPA-42068     | Cal Membrilla (Solsona) · Vegeu més fotos d'aquest monument · Carregueu una nova foto d'aquest monument                                 |
| Cal Novelles                                         | BCIL 2009    | Obra popular XIV-XVIII                           | Solsona C. Llobera, 51 - Mare de Déu del Claustre  | 41° 59′ 37″ N, 1° 30′ 58″ E / 41.993617°N,1.516234°E | IPA-42069     | Cal Novelles (Solsona) · Vegeu més fotos d'aquest monument · Carregueu una nova foto d'aquest monument                                  |
| Cal Molins                                           | BCIL 2009    | Obra popular                                     | Solsona C. Castell, 19                             | 41° 59′ 40″ N, 1° 31′ 02″ E / 41.994550°N,1.517175°E | IPA-42070     | Cal Molins (Solsona) · Vegeu més fotos d'aquest monument · Carregueu una nova foto d'aquest monument                                    |
| Cal Passada                                          | BCIL 2009    | Obra popular XVI                                 | Solsona C. Castell, 11                             | 41° 59′ 40″ N, 1° 31′ 04″ E / 41.994448°N,1.517708°E | IPA-42071     | Cal Passada (Solsona) · Vegeu més fotos d'aquest monument · Carregueu una nova foto d'aquest monument                                   |
| Cal Pau Marussella                                   | BCIL 2009    |                                                  | Solsona C. Bassella - Sant Llorenç - Santa Llúcia  | 41° 59′ 44″ N, 1° 31′ 06″ E / 41.995653°N,1.518375°E | IPA-42072     | Cal Pau Marussella (Solsona) · Vegeu més fotos d'aquest monument · Carregueu una nova foto d'aquest monument                            |
| Cal Puigpinós                                        | BCIL 2009    | Obra popular XIV                                 | Solsona C. Llobera, 49 - Mare de Déu del Claustre  | 41° 59′ 37″ N, 1° 30′ 59″ E / 41.993653°N,1.516269°E | IPA-42073     | Cal Puigpinós (Solsona) · Vegeu més fotos d'aquest monument · Carregueu una nova foto d'aquest monument                                 |
| Cal Santantoni                                       | BCIL 2009    | Obra popular XVI                                 | Solsona C. Castell, 18                             | 41° 59′ 41″ N, 1° 31′ 02″ E / 41.994639°N,1.517312°E | IPA-42074     | Cal Santantoni (Solsona) · Vegeu més fotos d'aquest monument · Carregueu una nova foto d'aquest monument                                |
| Cal Font                                             | BCIL 2009    |                                                  | Solsona C. Llobera, 31                             | 41° 59′ 38″ N, 1° 31′ 01″ E / 41.993871°N,1.516934°E | IPA-42076     | Cal Font (Solsona) · Vegeu més fotos d'aquest monument · Carregueu una nova foto d'aquest monument                                      |
| Farmàcia Pallarès, Cal Doctor Solé, Cal Ginestà      | BCIL 2009    |                                                  | Solsona C. Castell, 15                             | 41° 59′ 40″ N, 1° 31′ 03″ E / 41.994501°N,1.517460°E | IPA-42077     | Farmàcia Pallarès (Solsona) · Vegeu més fotos d'aquest monument · Carregueu una nova foto d'aquest monument                             |
| Font de Sant Isidre                                  | BCIL 2009    | gòtic XV                                         | Solsona Pl. de Sant Isidre                         | 41° 59′ 39″ N, 1° 30′ 58″ E / 41.994187°N,1.515982°E | IPA-42078     | Font de Sant Isidre (Solsona) · Vegeu més fotos d'aquest monument · Carregueu una nova foto d'aquest monument                           |
| Porxos del carrer del Castell                        | BCIL 2009    |                                                  | Solsona C. del Castell - c. Mare de Déu            | 41° 59′ 40″ N, 1° 31′ 05″ E / 41.994433°N,1.518062°E | IPA-42079     | Porxos del carrer del Castell (Solsona) · Vegeu més fotos d'aquest monument · Carregueu una nova foto d'aquest monument                 |
| La Quadra, Cal Guitart                               | BCIL 2009    | XIV                                              | Solsona Pl. Sant Salvador, 12                      | 41° 59′ 42″ N, 1° 31′ 05″ E / 41.995123°N,1.518133°E | IPA-42080     | La Quadra (Solsona) · Vegeu més fotos d'aquest monument · Carregueu una nova foto d'aquest monument                                     |
| Casa Artesana, la Freixera                           | BCIL 2009    |                                                  | Solsona C. Sant Llorenç, 46 B                      | 41° 59′ 45″ N, 1° 31′ 05″ E / 41.995940°N,1.518163°E | IPA-42081     | Casa Artesana (Solsona) · Vegeu més fotos d'aquest monument · Carregueu una nova foto d'aquest monument                                 |
| Cal Musiquet                                         | BCIL 2009    |                                                  | Solsona C. Sant Llorenç, 30                        | 41° 59′ 44″ N, 1° 31′ 07″ E / 41.995485°N,1.518511°E | IPA-42082     | Cal Musiquet (Solsona) · Vegeu més fotos d'aquest monument · Carregueu una nova foto d'aquest monument                                  |
| Hospital                                             | BCIL 2009    | XVII                                             | Solsona Pl. Antoni Guitart, 2                      | 41° 59′ 35″ N, 1° 30′ 57″ E / 41.993157°N,1.515897°E | IPA-42083     | Hospital (Solsona) · Vegeu més fotos d'aquest monument · Carregueu una nova foto d'aquest monument                                      |
| Cabana d'en Geli                                     | BCIL 2009    |                                                  | Solsona Ctra. Sant Llorenç, 35                     | 41° 59′ 55″ N, 1° 31′ 13″ E / 41.998612°N,1.520168°E | IPA-42084     | Cabana d'en Geli (Solsona) · Vegeu més fotos d'aquest monument · Carregueu una nova foto d'aquest monument                              |
| Les Comes d'Olius                                    | BCIL 2009    | Obra popular XI                                  | Solsona Partida de Santa Llúcia                    | 41° 59′ 25″ N, 1° 31′ 50″ E / 41.990245°N,1.530573°E | IPA-42085     | Les Comes d'Olius (Solsona) · Vegeu més fotos d'aquest monument · Carregueu una nova foto d'aquest monument                             |
| Capella de Santa Llúcia                              | BCIL 2009    | XIII                                             | Solsona Mas Trinitat, Partida de Santa Llúcia      | 41° 58′ 51″ N, 1° 32′ 41″ E / 41.980697°N,1.544752°E | IPA-42086     | Capella de Santa Llúcia (Solsona) · Vegeu més fotos d'aquest monument · Carregueu una nova foto d'aquest monument                       |
| Ca l'Adroguer Nou                                    | BCIL 2009    | XVI                                              | Solsona C. de les Terceries - c. de Sant Nicolau   | 41° 59′ 41″ N, 1° 31′ 06″ E / 41.994826°N,1.518402°E | IPA-42665     | Ca l'Adroguer Nou (Solsona) · Vegeu més fotos d'aquest monument · Carregueu una nova foto d'aquest monument                             |